# فهرست سفیران ایران در سوئد
فهرست سفیران ایران در سوئد 
در حال حاضر از بهمن ۱۳۹۸، احمد معصومی‌فر به عنوان سفیر جمهوری اسلامی ایران در سوئد مشغول به فعالیت است. ایشان متاهل و دارای دو فرزند است.
در زمان قاجار میرزا رضا ارفع‌الدوله وزیر مختار ایران در روسیه، در کشور سوئد اکردیته گردید و روابط منظم نوین سیاسی دو کشور آغاز گردید.

## قاجار
تشکیل سفارتخانهٔ ایران در سوئد
- اسد خان اسد بهادر از ۱۹۱۹ تا ۱۹۲۰
- غفار خان جلال‌السلطنه از ۱۹۲۰ تا ۱۹۲۲

بسته شدن سفارت به جهت صرفه‌جویی

## پهلوی
- اسدالله اسد بهادر از ۱۹۳۴ تا ۱۹۳۹
- عبدالحسین مسعود انصاری از ۱۹۴۱ تا ۱۹۴۴
- باقر کاظمی از ۱۹۴۵ تا ۱۹۵۰
- فضل‌الله نبیل از ۱۶ آوریل ۱۹۵۰ تا ۱۹۵۲
- عباس فروهر از ۱۹۵۲ تا ۱۹۵۳
- فضل‌الله نبیل از ۱۹۵۳ تا ۱۹۵۷
- حسین نواب از ۱۹۵۸ تا ۱۹۵۹
- غلامحسین فروهر از ۱۹۵۹ تا ۱۹۶۳
- مرتضی عدل طباطبایی از ۱۹۶۳ تا ۱۹۶۶
- اکبر دارایی از ۱۹۶۶ تا ۱۹۷۰
- عیسی مالک از ۱۹۷۰ تا ۱۹۷۴
- منوچهر مرزبان از ۱۹۷۴ تا ۱ مهٔ ۱۹۷۹
- حمزه صبوری از ۱۹۷۹ تا ۱۹۷۹

## جمهوری اسلامی
- عباس امیرانتظام ۱۳۵۷ تا ۱۳۵۹
- پرویز خزایی ۱۳۵۹ تا ۱۳۶۰
- عبدالرحیم گواهی ۱۳۶۰ تا ۱۳۶۱
- سعید کلانترنیا ۱۳۶۱ تا ۱۳۶۴
- جعفر شمسیان ۱۳۶۴ تا ۱۳۶۵
- مهدی دانش یزدی ۱۳۶۵ تا ۱۳۷۱
- حسین پناهی آذر ۱۳۷۱ تا ۱۳۷۵
- عبدالله نوروزی ۱۳۷۵ تا ۱۳۷۹
- محمود بیات ۱۳۷۹ تا ۱۳۸۳
- حسن قشقاوی ۱۳۸۳ تا ۱۳۸۷
- رسول اسلامی ۱۳۸۷ تا ۱۳۹۱
- حمیدرضا شاکری نیاسر ۱۳۹۱ تا ۱۳۹۴
- سید رسول مهاجر  ۱۳۹۴ تا ۱۳۹۸
- احمد معصومی‌فر ۱۳۹۸ تا ۱۴۰۲
- حجت‌الله فغانی ۱۴۰۲ تاکنون